# Адамс, Эди

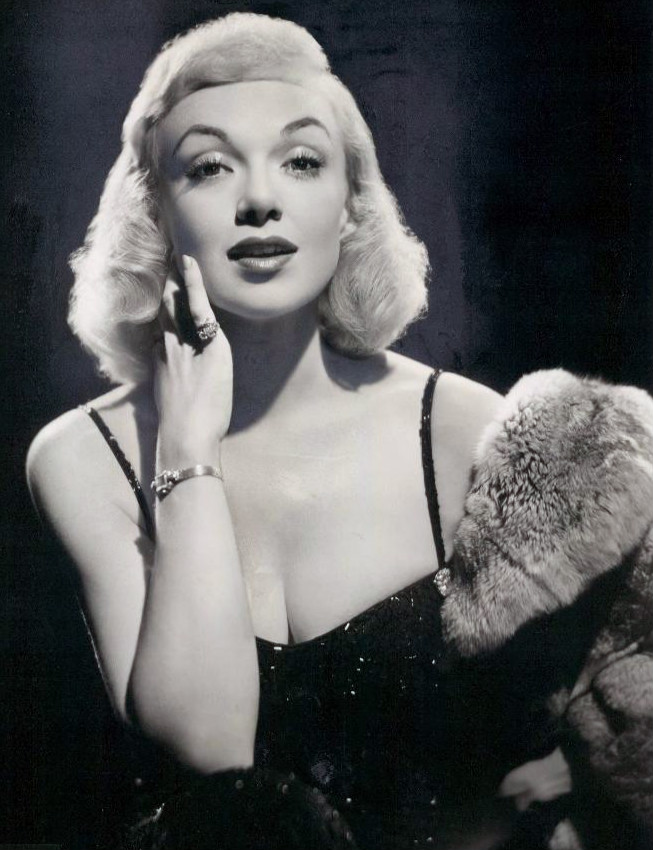
Эди Адамс в 1957 году

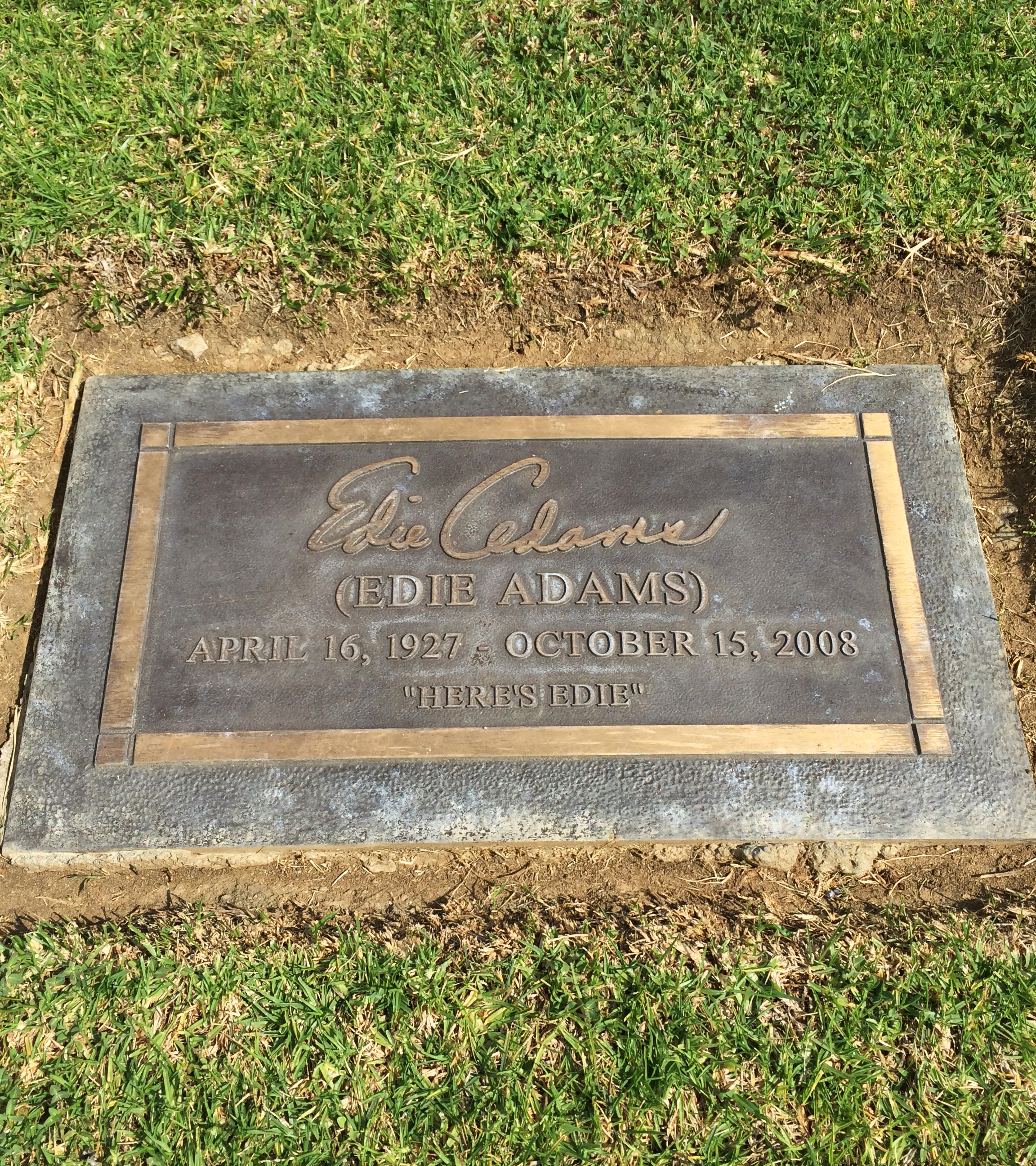
Могила Адамс, Форест-Лоун, Голливуд-Хиллз

Эди Адамс (англ. Edie Adams, 16 апреля 1927, Кингстон, Пенсильвания — 15 октября 2008[…], Лос-Анджелес, Калифорния) — американская бизнесвумен, певица, актриса и комик.

## Жизнь и карьера
Адамс родилась 16 апреля 1927 года в Кингстоне, штат Пенсильвания. Её успешная актёрская игра на протяжении всей творческой карьеры принесла ей премию «Тони» и премию «Эмми». Её запомнили по роли в бродвейском мюзикле «Чудесный город», в котором она сыграла роль Эйлин Шервуд. В кино одной из успешных постановок является «Квартира», в которой она сыграла роль мисс Олсен.

## Личная жизнь и смерть
Адамс впервые вышла замуж за актёра Эрни Ковача 12 сентября 1954 года в Мехико, и они оставались в браке до его смерти в 1962 году. Её второй брак был с Мартином Миллсом в 1964 году, и они развелись в 1971 году. В 1988 году она развелась с Питом Кандоли, за которым была замужем с 1972 года. У неё было двое детей от трёх отношений. Эди Адамс умерла от рака и пневмонии 15 октября 2008 года в Лос-Анджелесе, штат Калифорния, в возрасте 81 года. Похороны состоялись на мемориальном кладбище Форест-Лоун (Голливуд-Хиллз).

## Фильмография

### Кинофильмы
- 1960: Квартира
- 1961: Вернись, моя любовь
- 1963: Это безумный, безумный, безумный, безумный мир
- 1963: Зови меня Бвана
- 1963: Любовь с подходящим незнакомцем
- 1963: Под деревом любви
- 1964: Самый достойный
- 1966: Сделано в Париже
- 1967: Горшок мёда
- 1978: Укуренные
- 1979: Racquet
- 1980: Jayne Mansfield - An American Tragedy
- 2003: Broadway: The Golden Age, by the Legends Who Were There
- 2008: Dreams with Sharp Teeth

### Телесериалы
- 1949: Versatile Varieties
- 1951: Ernie in Kovacsland
- 1952: The Ernie Kovacs Show
- 1953: Coke Time
- 1956: The Dinah Shore Chevy Show
- 1956: The Walter Winchell Show
- 1959: Take a Good Look
- 1959: Art Carney Special
- 1963: Here's Edie
- 1970: The Don Knotts Show
- 1979: A Man Called Sloane
- 1988: Adventures Beyond Belief
- 2013: Here's Edie: The Edie Adams Television Collection

### Телефильмы
- 1959: Kovacs on Music
- 1960: American Cowboy
- 1961: The Spiral Staircase
- 1962: Here's Edie
- 1970: The Don Adams Special: Hooray for Hollywood
- 1978: Superdome
- 1979: Fast Friends
- 1983: Shooting Stars
- 1991: Something a Little Less Serious: A Tribute to 'It's a Mad Mad Mad Mad World'
- 1998: NY TV: By the People Who Made It - Part I & II
- 2003: The Desilu Story